# 維克蘭特號航空母艦 (IAC-I)
維克蘭特號航空母艦（印地語：विक्रान्त，意思指「勇敢」；英語：INS Vikrant，代號：IAC-I）是印度首艘自行建造的航空母艦。舷號為R11，服役於印度海軍。維克蘭特號的命名是依據维克兰特号航空母舰 (R11)名稱，以紀念這艘曾在印度海軍服役的英國航母。該艦座右銘取自古老文獻《梨俱吠陀》1.8.3中其中一句—「徹底擊敗膽敢與我作戰之人」（जयेम सं युधि स्पृध:）。
維克蘭特號的設計工作始於1999年，2009年2月28日安放龍骨，2011年12月29日首次從旱塢移出，2013年8月12日正式下水。截止2014年，維克蘭特號的建造費用已經上升至29億美元。2021年8月4日首次出航，印度海军正式进行为期两年的海试。2022年7月28日已正式交付印度海軍。2022年9月2日入役，印度總理納倫德拉·莫迪出席了仪式。

## 設計

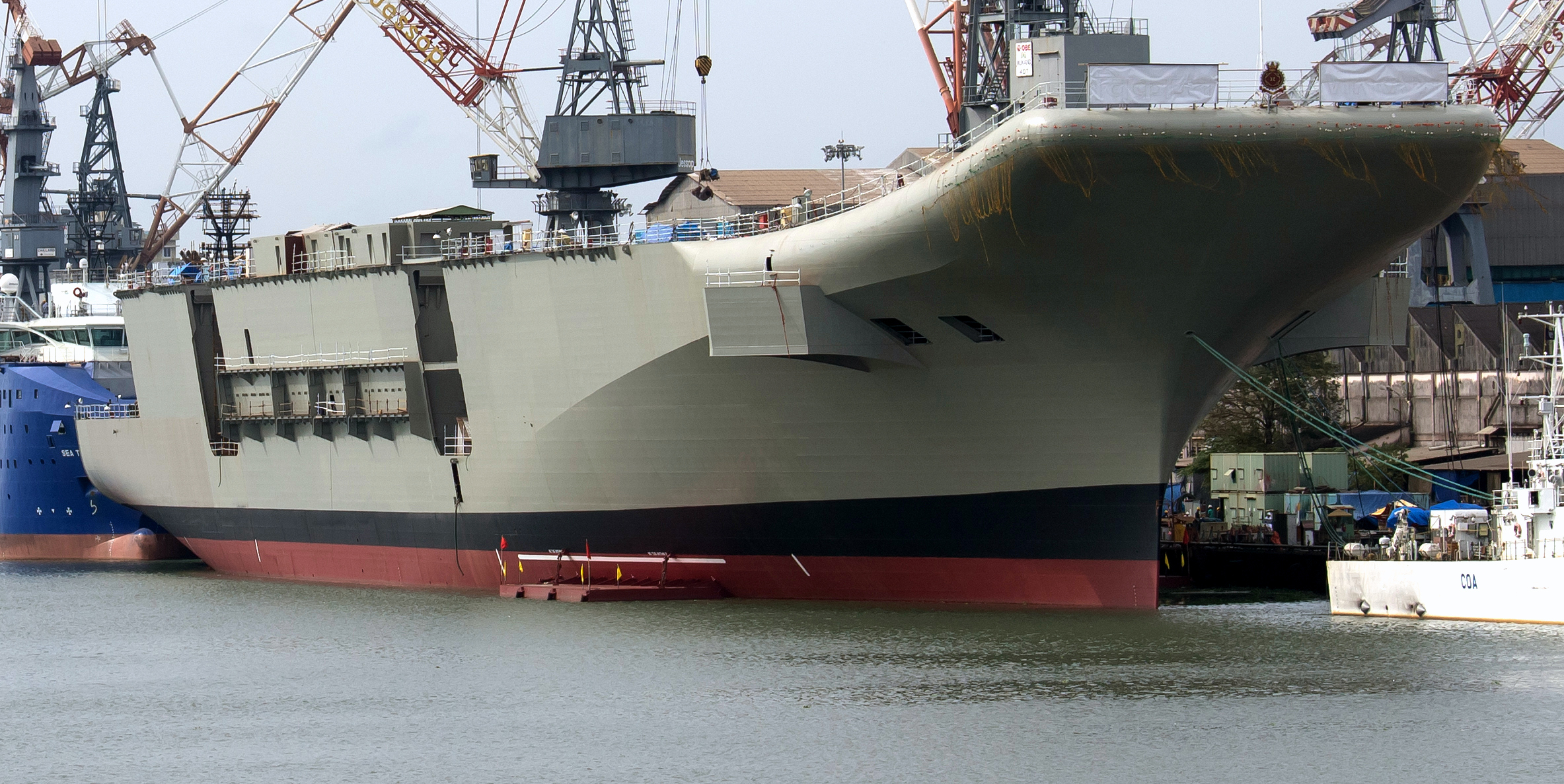
2013年8月下水情況

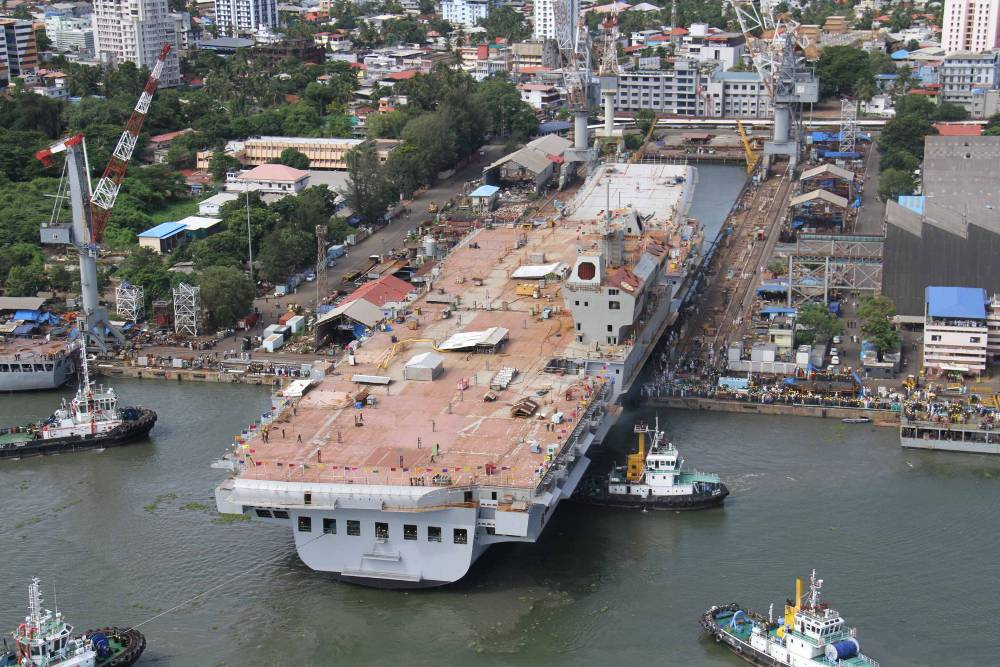
2015年6月出塢情況

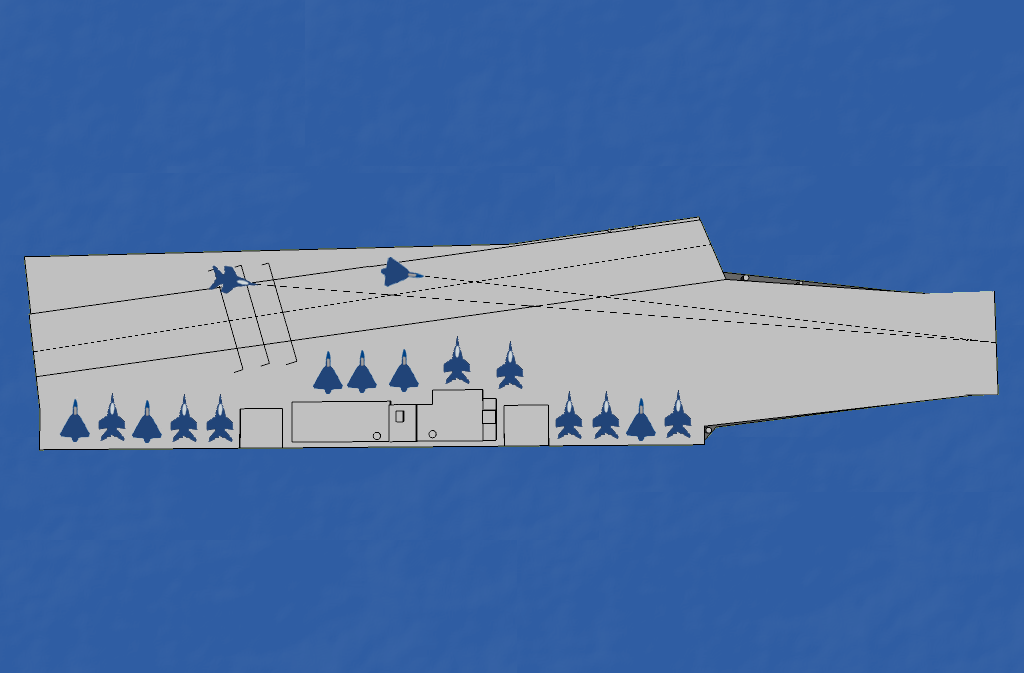
設計示意圖

維克蘭特號是國產航空母艦（IAC）的首號艦，排水量約40,000噸（39,000長噸），長約262米（860英尺），搭載約三十架量身度造的艦載飛機。該航母具備短距起飞阻拦回收能力並配置了滑跳式甲板。甲板設計是為了操作米格-29K战斗机和光輝戰鬥機的艦載版。艦上除了將攜帶10架卡-31直升机用以提供空中预警外，還將帶上WS-61海王直升機用以反潛作戰。在動力方面，維克蘭特號在兩軸上裝備了四個通用电气LM2500燃气轮机，能夠產生超過80MW的功率。

## 艦載機
2016年12月，印度海軍宣布國產的光輝戰鬥機過重，不適合於航空母艦上操作，並會尋找替代方案。2017年1月，印度海軍向國外供應商發出資料請求，計劃購買57架多用途艦載機。美國F/A-18E/F及法國陣風戰鬥機進入了採購評估的最後階段。2020年，由於預算不足，海軍決定初期只購入26架。
2020年，雖然光輝戰鬥機被海軍拒收，印度政府仍然支持印度斯坦航空有限公司展開新一代「雙引擎艦載機」的研發工作。
2022年1月10日，一架法國海軍飆風M在印度果阿邦艦載機基地進行了滑躍式起飛演示，以向印度海軍多用途艦載機競標項目（MRCBF）展示本為彈射起飛而設計的飆風M對滑跳甲板的兼容性。
2022年6月，波音於印度果阿邦海軍航空站完成了F/A-18的飛行示範。波音稱將協助建立「印度製造的國防生態系統」，意味着F/A-18項目將包括技術轉移。
2022年9月，維克蘭特號正式服役，印度海軍暫時只有俄羅斯米格-29適合用作艦載機。
2023年5月24日，一架MiG-29K戰機在晚上，成功鉤住維克蘭特號的攔阻索，終於完成第一次的戰機夜間降落。印度海軍官員表示，此一成就標誌著這艘自製航空母艦，及其艦上飛行中隊可在年底前正式成軍，邁出了重要一步。
印度國防部採購局2023年7月13日宣布，將向法國達梭公司採購 24 架飆風-M型艦載版戰機，變相宣布美國波音公司的 F/A-18E/F 超級大黃蜂已在「新艦載戰鬥機標案」出局。
但據路媒《科羅廖夫》報導，陣風戰鬥機恐無法符合維克蘭特號目前採用的兩個右舷側升降機，這2台升降機的寬度均為30英尺（也就是9.12公尺），而陣風-M 採用不可摺疊機翼，翼展就有10.8公尺，根本沒有搭載可能。報導表示，若真要讓陣風-M 可以登上航母，勢必要讓航母返廠開膛破肚地改裝，增加升降機的寬度，以適合陣風-M 尺寸。

## 建造
維克蘭特號的設計工作是由印度海軍設計局（Directorate of Naval Design）承擔，並由科欽造船廠負責建造。在建造過程中，維克蘭特號的建造工作涉及了許多不同的私營和公營機構參與，其中也不泛外國公司。
在建造初期，維克蘭特便已經面臨俄羅斯無法向船廠提供ABS鋼材。為了解決這個問題，印度國防冶金研究實驗室（DMRL）便與印度鋼鐵管理局（SAIL）合作，創建了有限的鋼鐵生產設施， 負責生產航空母艦所需要的ABA特種鋼材，維克蘭特的建造工作才得以進行。根據一些媒體的報導，船身、飛行甲板和表層都是由比萊鋼鐵廠（BSP）製造，基於這一點，維克蘭特號無疑是印度海軍第一款採用國產鋼材建造的軍艦。除了鋼材，維克蘭特所採用的主開關、舵機和水密艙門都是由位於孟買和塔莱加奥恩达巴德的拉森特博洛公司（L&T）製造，而空調和製冷系統則是採用基洛斯卡集團（Kirloskar Group）。作為航空母艦建造重點之一的綜合平台管理系統（IPMS）則是由巴拉特重型電力（BHEL）提供，並由義大利的公司負責組裝。在齒輪箱方面，則是由艾列孔工程（Elecon Engineering）提供。
科欽造船廠採用了模組化的建造方式，共有874塊模組被連接在一起。在鋪設龍骨的時候，有423個約8000噸重的模組已經完成連接。雖然印度海軍曾希望維克蘭特號在2010年便能下水，但實際上在建造過程中科欽造船廠便因為多次個別原因將維克蘭特從旱塢拖出，以騰出空間予其他建造工作進行，再加上缺乏建造經驗的緣故，導致完工時間不斷拖延。最終印度內閣安全委員會（CCS）將試航時間定在2013年，並在2014年內完成。
2011年3月，根據媒體報導，建造項目由於廠商艾列孔工程（Elecon Engineering）在齒輪箱的推進軸上的設計出現問題，再加上諸如柴油發電機等方面的零件也在安裝上出現事故，導致建造工程一再被延遲。2011年8月，印度國防部向印度人民院提交報告，對於維克蘭特艦體已經完成75%的建造工作，並將在2011年12月向首次下水，之後的工作將會進一步完成，並進行調試。2011年12月29日，科欽造船廠已經完成了超過14,000噸的建造工作，並將其拖出旱塢。直至2012年下半年，船廠再次將其拖回旱塢，並繼續進行推進器和發電系統的集成工作。
2012年7月，《印度时报》報導，維克蘭特號的建造工作已經拖延了三年，並且航母的調試計劃將定在2017年。後來在2012年11月，新德里电视台（NDTV）報導航母的建造成本已經再度上升和至少需延遲五年才能交付印度海軍。這次延遲之後，預計交付印度海軍的時間將是2018年之後，對比上一次預定的2014年延遲了四年之多。
2018年1月，《印度教徒报》援引印海军设计局局长乔杜里的话报道说，“维克兰特”号航母的所有试验计划已经制定完成。该航母在服役之前将进行港口和海上试验。可望于2018年12月交付该国海军，并于2020年10月前开始服役。
预计2021年10月完成建造，之后将交付印度海军进行为期两年的海试。

### 下水
2013年7月，時任印度國防部長A.K.安東尼（A. K. Antony）宣布，維克蘭特號將在8月12日在科欽造船廠下水，在下水後維克蘭特號將完成其他建造工作。根據印度海军中将羅賓·當文（Robin Dhowan）的說法，維克蘭特艦體的建造工作已經完成75，佔整體的83%，而維克蘭特的艦體建造有90%屬於印度國產，其中推進系統有約50%，艦載戰鬥系統則有約30%。同時他也透露，維克蘭特還裝配備多功能雷達和近迫武器系統（CIWS）。2013年8月12日，維克蘭特按照A.K.安東尼的說法正式下水。
2015年10月，船身建造完成率已經接近98%，不過飛行甲板建造仍然進行中。
2019年10月，此艦的第三階段建造工程（艤裝、海試及保固工序）開展，並在12月首次點火開動發動機。

## 腳注
1. ↑  此次下水是因為船廠希望騰出旱塢空間以進行其他工作，並非正式下水。在2012年下半年，維克蘭特號已經重新回到旱塢恢復建造工作。

## 外部鍵接
（英文）*Images during the launch of Vikrant